# Формула Мёллера
Формула Мёллера — выражение для полного эффективного сечения столкновения двух частиц с образованием нескольких новых частиц. Была выведена Кристианом Мёллером в 1946 году.

## Формулировка
Рассмотрим столкновение двух элементарных частиц с импульсами {\displaystyle p_{1},p_{2}}, массами {\displaystyle m_{1},m_{2}},
спинами {\displaystyle S_{1},S_{2}} и переходом после столкновения в состояние с {\displaystyle n} элементарными частицами c импульсами, заключенными в интервалах {\displaystyle d^{3}p_{1},...,d^{3}p_{n}}.
Тогда полное эффективное сечение рассеяния выражается формулой Мёллера:
{\displaystyle \sigma ={\frac {4\pi ^{2}}{B}}\int {\frac {d^{3}p_{1}}{(p_{1})_{0}}}...\int {\frac {d^{3}p_{n}}{(p_{n})_{0}}}\delta ^{4}(P_{f}-P_{i}){\frac {1}{(2S_{1}+1)(2S_{2}+1)}}\sum _{s_{i}}\sum _{s_{f}}\left|{\mathfrak {M}}_{fi}\right|^{2}}.
Здесь {\displaystyle B={\sqrt {(p_{1}^{0}p_{2}^{0})^{2}-m_{1}^{2}m_{2}^{2}}}}, {\displaystyle {\mathfrak {M}}_{fi}={\sqrt {(p_{1})_{0}}}...{\sqrt {(p_{n})_{0}}}t_{fi}{\sqrt {(p_{1}^{0})_{0}}}{\sqrt {(p_{2}^{0})_{0}}}}, {\displaystyle t_{fi}=<p_{1},...,p_{n}|t|p_{1}^{0},p_{2}^{0}>}.)